# Колаир (Акстафинский район)
Колаир (азерб. Kolayır) — село в Дюзкышлакском административно-территориальном округе Акстафинского района Азербайджана.

## Этимология
Топоним происходит от слов кол (с азерб. — «небольшой лес») и йер (с азерб. — «место»), топоним означает село в небольшом лесу.

## История
Село Келагир в 1913 году согласно административно-территориальному делению Елизаветпольской губернии относилось к Дюз-Кишлагскому сельскому обществу Казахского уезда.
В 1926 году согласно административно-территориальному делению Азербайджанской ССР село относилось к дайре Акстафа Казахского уезда.
С 24 января 1939 года село входило в состав Акстафинского района, который 4 декабря 1959 года был ликвидирован, а населенный пункт передан в состав Казахского района.
Согласно административному делению 1961 и 1977 года село Колаир входило в Дюзкышлакский сельсовет Казахского района Азербайджанской ССР.
24 апреля 1990 года село передано в состав новообразованного Акстафинского района.
В 1999 году в Азербайджане была проведена административная реформа и внутри Дюзкышлакского административно-территориального округа был учрежден Дюзкышлакский муниципалитет Акстафинского района.

## География
Колаир расположен на берегу реки Акстафачай.
Село находится в 3 км от центра АТО Дюзкышлак, в 20 км от райцентра Акстафа и в 465 км от Баку. Ближайшая железнодорожная станция — Казах.
Село находится на высоте 320 метров над уровнем моря.

## Население
| Численность населения | Численность населения | Численность населения |
| 1886                  | 1999                  | 2009                  |
| --------------------- | --------------------- | --------------------- |
| 189                   | ↗328                  | ↗332                  |

В 1886 году в селе проживало 189 человек, все — азербайджанцы, по вероисповеданию — мусульмане-шииты.
Население преимущественно занимается виноградарством и животноводством.

## Климат
Среднегодовая температура воздуха в селе составляет +14,1 °C. В селе полупустынный климат.

## Инфраструктура
В селе расположены начальная школа, библиотека, медицинский пункт.